# Jorge Solla
Jorge José Santos Pereira Solla, ou apenas Jorge Solla (Salvador, 11 de abril de 1961), é um médico sanitarista e político brasileiro, ex-secretário de saúde do município de Vitória da Conquista e do estado da Bahia e, atualmente, Deputado Federal por este estado, filiado ao PT.
Está entre os 100 primeiros do ranking de Deputados Federais do portal Atlas Político, ocupando a posição 31. O ranking leva em conta fatores como representatividade eleitoral, fidelidade partidária, proporção do dinheiro gasto na campanha por voto obtido, ativismo legislativo e debate parlamentar.

## Biografia
Descendente de galegos nascido no bairro soteropolitano de Baixa de Quintas, Jorge Solla iniciou sua militância política em 1979, durante o Congresso de Reconstrução da União Nacional dos Estudantes. Foi um dos fundadores do PT na Bahia. Formou-se em Medicina pela Universidade Federal da Bahia em 1984, com Mestrado em Saúde Coletiva pela mesma instituição em 1993, e Doutorado em Clínica Médica pela Universidade Federal do Rio de Janeiro em 2009. 
Durante a graduação pela UFBA, foi presidente do Diretório Acadêmico de Medicina e diretor do Diretório Central dos Estudantes da UFBA. Trabalhou na Secretaria de Saúde do Estado da Bahia entre 1990 e 1998. Atuou também como consultor do Ministério da Saúde de 1995 a 1999, quando o Presidente da República era Fernando Henrique Cardoso. No ano de 1998, exerceu a função de professor na Escola Bahiana de Medicina e Saúde Pública, em Salvador. No ano seguinte assumiu a Secretaria Municipal de Saúde de Vitória da Conquista, permanecendo no posto até 2002. Foi Secretário de Atenção à Saúde do Ministério da Saúde entre 2003 e 2005, na metade inicial do primeiro mandato do presidente Lula, quando o ministro da Saúde era Humberto Costa, e Secretário de Saúde da Bahia nos dois mandatos de Jaques Wagner, entre 2007 e 2014, quando se elegeu Deputado Federal.

## Denúncias

### Irregularidades em contratos da Secretaria de Saúde da Bahia
Em 18 de Setembro de 2014, o Ministério Público do Estado da Bahia ingressou com uma ação por improbidade administrativa contra Jorge Solla e a Fundação José Silveira (FJS). A ação foi motivada por suspeitas de irregularidades em onze contratos de prestação de serviços emergenciais firmados entre o governo do estado e a entidade filantrópica de 2007 a 2012. Neste período, o governo baiano repassou à fundação aproximadamente R$ 202 milhões, sendo que, deste total, estão sendo questionados os repasses de R$ 39 milhões, que teriam sido usados para pagar contribuições sociais às quais a FJS seria isenta. A investigação do MPE aconteceu em paralelo a uma auditoria feita pela 2ª Coordenadoria de Controle Externo do Tribunal de Contas do Estado da Bahia. Segundo a promotora Rita Tourinho, do  Grupo de Atuação Especial de Defesa do Patrimônio Público e da Moralidade Administrativa (Gepam), a ação foi baseada em três aspectos: a terceirização irregular de uma atividade típica, os sucessivos contratos emergenciais e o pagamento indevido de encargos sociais.
Pelos contratos emergenciais, a entidade filantrópica colocava à disposição do estado mão de obra médica ou paramédica. Entre 2007 e 2011, foram realizadas 11 contratações sem licitações. A fundação foi contratada para substituir emergencialmente a Cooperativa de Médicos Coopamed, cujos contratos foram cancelados pelo governo. O problema é que as contratações previam os pagamentos de despesas que não incidiriam sobre entidade filantrópicas, como contribuições patronais sobre a folha de pagamento, a exemplo da parcela do INSS, que é de responsabilidade dos empregadores. Além do ex-secretário Jorge Solla, que foi citado pelo MPE, a auditoria do Tribunal de Contas citou outros três candidatos nas eleições daquele ano: Amauri Teixeira e Alfredo Boa Sorte, que participavam da direção da Secretaria de Saúde no período, e Antônio Brito, que foi superintendente da Fundação José Silveira.
O diretor institucional da FJS, Carlos Dumet, atribuiu ao processo eleitoral as denúncias contra a contratação da entidade. Segundo ele, o contrato de prestação de serviços atende à legislação federal e recebeu pareceres favoráveis do Ministério Público. Segundo Dumet, essa acusação já teria sido divulgada diversas vezes, sempre à tona exatamente no período eleitoral. Explica ainda que as entidades filantrópicas são impedidas por lei de repassar a terceiros os benefícios fiscais a que elas têm direito. "Se nós cobrarmos a menos porque não temos a obrigação, estaremos repassando o benefício fiscal para um terceiro, o que é proibido pela lei. Essa diferença é o que nós utilizamos para fazer filantropia".

## Divergências com outros Políticos

### Divergência com ACM Jr. e ACM Neto
O ex-Senador Antonio Carlos Magalhães Júnior apresentou queixa-crime contra o Deputado Jorge Solla no Supremo Tribunal Federal (por ser parlamentar Solla tem foro privilegiado) por calúnia e difamação supostamente praticados pelo adversário durante entrevista ao site Bahia Notícias. Na entrevista, Solla afirmou que o atual prefeito de Salvador, ACM Neto, filho de ACM Jr., precisava explicar aos baianos como seu avô, Antônio Carlos Magalhães, já falecido, acumulou, com o salário de funcionário público, a fortuna que hoje está nas mãos de seu pai, e que um dia ele receberá, a título de herança. Na queixa-crime, ACM Júnior alegou que as afirmações violaram sua dignidade e imagem, e também a memória de seu pai e a honra de seu filho, e solicitou pagamento de indenização e a condenação de Solla.
No entanto, a Segunda Turma do STF julgou improcedente a acusação. Em documentação juntada aos autos, Solla ratificou o que havia dito na entrevista. Relatora do caso, a ministra Cármen Lúcia afirmou que a queixa-crime não apontou elementos que pudessem configurar tipicamente a prática dos crimes de calúnia e difamação. Segundo ela, as informações prestadas por Jorge Solla demonstraram que sua intenção não foi difamar ou caluniar, mas sim fazer uma crítica no exercício da atividade política. O artigo 53 da Constituição Federal dispõe que deputados e senadores são invioláveis, civil e penalmente, por suas opiniões, palavras e votos. A decisão de julgar improcedente a queixa-crime foi unânime.

### Divergência com José Carlos Aleluia
Impetrou uma queixa-crime no STF contra o também Deputado Federal José Carlos Aleluia, do DEM, acusando-o de injúria e difamação. Em Maio de 2015 Solla insinuou, na CPI da Petrobras, que Aleluia teria recebido propina de empreiteiras. Em resposta enviada por nota à imprensa, Aleluia afirmou que as campanhas do PT, incluindo a do adversário, foram irrigadas com dinheiro desviado da Petrobras. Citou ainda irregularidades que teriam sido detectadas pelo TCE na gestão de Solla frente à Secretaria de Saúde do estado. Essa resposta foi o que motivou a queixa-crime impetrada pelo petista. No entanto, por quatro votos a zero, a primeira turma do Supremo Tribunal Federal rejeitou a queixa-crime.

## Obras Publicadas
- SOLLA, JORGE JOSE SANTOS PEREIRA, Algumas considerações sobre a utilização do conceito de classe social na investigação epidemiológica, Londrina, Cebes, 1990;
- SOLLA, JORGE JOSE SANTOS PEREIRA, Dissertação de Mestrado: Classe Social e Saúde, Salvador, UFBA, 1993;
- SOLLA, JORGE JOSE SANTOS PEREIRA, O PACS na Bahia: avaliação do trabalho dos agentes comunitários de saúde, Londrina, Cebes, 1996;
- SOLLA, JORGE JOSE SANTOS PEREIRA, Diferenças nas propostas de operacionalização do conceito de classe social empregadas em estudos epidemiológicos, Rio de Janeiro, Fiocruz, 1996;
- SOLLA, JORGE JOSE SANTOS PEREIRA, Problemas e limites da utilização do conceito de classe social em investigações epidemiológicas: uma revisão crítica da literatura, Rio de Janeiro, Fiocruz, 1996;
- SOLLA, JORGE JOSE SANTOS PEREIRA, Análisis multifactorial de los factores de riesgo de bajo peso al nacer en Salvador, Bahia, Washington DC, OMS, 1997;
- SOLLA, JORGE JOSE SANTOS PEREIRA, O processo de organização do Sistema Municipal de Saúde de Amargosa - Bahia, 1997 - 1998, Brasilia, Cebes, 1999;
- SOLLA, JORGE JOSE SANTOS PEREIRA, Implantação da Vigilância Sanitária em Vitória da Conquista, Bahia, Rio de Janeiro, Cebes, 2001;
- SOLLA, JORGE JOSE SANTOS PEREIRA, Experiências Inovadoras no SUS: relatos de experiências - Gestão dos Serviços de Saúde, Brasilia, Ministério da Saúde, 2002;
- SOLLA, JORGE JOSE SANTOS PEREIRA, Experiências Inovadoras no SUS: relatos de experiências - Desenvolvimento de Novas Tecnologias Assistenciais de Atenção aos Usuários, Brasilia, Ministério da Saúde, 2002;
- SOLLA, JORGE JOSE SANTOS PEREIRA, O impacto potencial da atual estrutura de financiamento da gestão descentralizada do SUS na redução de desigualdades regionais, Rio de Janeiro, Fiocruz, 2003;
- SOLLA, JORGE JOSE SANTOS PEREIRA, Gestion en la implementacion del Programa de Salud de la Familia en Brasil, 1998 - 2002, Caso del municipio de Vitória da Conquista, Washington DC, Banco Interamericano de Desarollo, 2003;
- SOLLA, JORGE JOSE SANTOS PEREIRA, Organizando o SUS a partir do PSF, Brasilia, Ministério da Saúde, 2004;
- SOLLA, JORGE JOSE SANTOS PEREIRA, Acolhimento no Sistema Municipal de Saúde, Recife, IMIP, 2005;
- SOLLA, JORGE JOSE SANTOS PEREIRA, Saúde e Democracia: História e Perspectivas do SUS, Brasilia, Abrasco, OPS, OMS, 2005;
- SOLLA, JORGE JOSE SANTOS PEREIRA, Modelo de Atenção à Saúde: Promoção, Vigilância e Saúde da Família, Salvador, Universidade Federal da Bahia, 2006;
- SOLLA, JORGE JOSE SANTOS PEREIRA, Avanços e limites da descentralização no SUS e o "Pacto de Gestão", Salvador, Sesab, 2006;
- SOLLA, JORGE JOSE SANTOS PEREIRA, Mudanças recentes no financiamento federal do Sistema Único de Saúde: atenção básica à saúde, Recife, IMIP, 2007;
- SOLLA, JORGE JOSE SANTOS PEREIRA, Evolução das transferências financeiras no processo de descentralização da Vigilância Sanitária no SUS, Salvador, Sesab, 2007;
- SOLLA, JORGE JOSE SANTOS PEREIRA, Políticas e Sistema de Saúde no Brasil, Rio de Janeiro, Fiocruz, 2008;
- SOLLA, JORGE JOSE SANTOS PEREIRA, Tese de Doutorado: Avaliação da Implantação do Sistema Municipal de Saúde em Vitória da Conquista (Bahia), 1997 - 2008, Rio de Janeiro, UFRJ, 2010;
- SOLLA, JORGE JOSE SANTOS PEREIRA, Dilemas ; Desafios da Gestão Municipal do SUS, São Paulo, Hucitec, 2010;
- SOLLA, JORGE JOSE SANTOS PEREIRA, Realidades e perspectivas da gestão estadual do SUS, Brasilia, CONASS, 2010;
- SOLLA, JORGE JOSE SANTOS PEREIRA, Políticas e Sistema de Saúde no Brasil, Rio de Janeiro, Fiocruz, 2012;
- SOLLA, JORGE JOSE SANTOS PEREIRA, A Saúde no Brasil em 2021, São Paulo, Cultura Acadêmica Editora, 2012;
- SOLLA, JORGE JOSE SANTOS PEREIRA, Saúde Coletiva Teoria e Prática, Rio de Janeiro, Medbook, 2014;

## Ligações Externas
- Antissionismo
- Perfil Oficial no portal da Câmara dos Deputados
- Jorge Solla no portal da Assembleia Legislativa da Bahia
- Site Oficial
- Perfil no site oficial da Liderança do PT
- Jorge Solla no portal UOL Eleições 2014